# Ramal de Cáceres
El Ramal de Cáceres, también conocido como línea de Cáceres, es un ferrocarril portugués en ancho ibérico no electrificado, en el norte del Alentejo, que une la estación de Torre das Vargens, en la Línea del Este, a la frontera con España en la estación de Marvão - Beirã, en una travesía total de 81,5 km, sirviendo también a Castelo de Vide, y uniéndose a la línea Madrid-Valencia de Alcántara de la red ferroviaria española en la provincia de Cáceres. La línea se encuentra totalmente fuera de servicio desde el 15 de agosto de 2012 y de hecho ha sido excluida del mapa oficial de ferrocarriles de la Refer.

## Historia

### Antecedentes
Ya desde los principios de la planificación ferroviaria en España, en 1845 y 1846, se marcó la construcción de las líneas de Extremadura, que unirían Madrid a la frontera portuguesa, una pasando por Badajoz, y otra, por Cáceres; la conexión por Badajoz fue abierta en 1866, aunque el tortuoso trazado de la red española, en aquel momento, obligase a las composiciones a dar una gran vuelta para unir las dos capitales ibéricas.

### Planificación, construcción e inauguración
Así, se intentó construir la otra línea ya planeada, por Cáceres, siendo su construcción otorgada a dos compañías; la Compañía del Ferrocarril del Tajo sería responsable de la línea entre Madrid y Malpartida de Plasencia, y la Sociedad de los Ferrocarriles de Cáceres a Malpartida y a la frontera portuguesa debía construir el tramo desde aquel punto hasta la frontera portuguesa. Esta parte de la línea fue dividida en dos concesiones, una correspondiente al tramo de Malpartida a Cáceres, y la otra, de esta localidad hasta la frontera. No obstante, debido a la intención que ya existía en llegar a un acuerdo con la primera compañía, para gestionar toda la línea de la frontera a Madrid, los planos fueron alterados, por lo que el tramo hasta la capital española no comenzó en Cáceres, si no en la estación de Arroyo, entre aquella ciudad y la frontera; esta decisión tendría efectos nefastos para Cáceres, una vez que aquella localidad se convirtiese en la estación principal entre las metrópolis ibéricas.
La Sociedad de los Ferrocarriles de Cáceres a Malpartida y a la frontera portuguesa estaba formada por varios inversores españoles y portugueses, incluyendo la Compañía Real de los Caminhos de Ferro Portugueses; el principal objetivo de la Compañía Real era transportar hasta el Puerto de Lisboa los fosfatos de las minas de Cáceres, con cuya empresa exploradora la Compañía había establecido un contrato.
La Compañía Real obtuvo la concesión para la construcción del tramo en Portugal el 19 de abril de 1877, sin apoyos estatales, comenzándose las obras el 15 de julio de 1878. La apertura provisional al servicio del tramo construido en territorio portugués, inicialmente para servicios de baja velocidad, se produjo el 15 de octubre de 1879, teniendo uma inauguraciín oficial el día 6 de junio de 1880.
El 22 de noviembre de 1880, una reunión en París decidió que la Sociedad de los Ferrocarriles de Cáceres a Malpartida y a la frontera portuguesa sería totalmente disuelta, y que la Compañía del Ferrocarril del Tajo estaría integrada en una nueva compañía, que sería responsable de ambas líneas. Esta empresa fue constituida el 7 de diciembre del mismo año, en Madrid, con el nombre de Compañía del Ferrocarril de Madrid a Cáceres y Portugal. Entre tanto, el tramo entre Valencia de Alcántara y Cáceres entró en servicio el 15 de octubre del mismo año.

### Conexión a Madrid

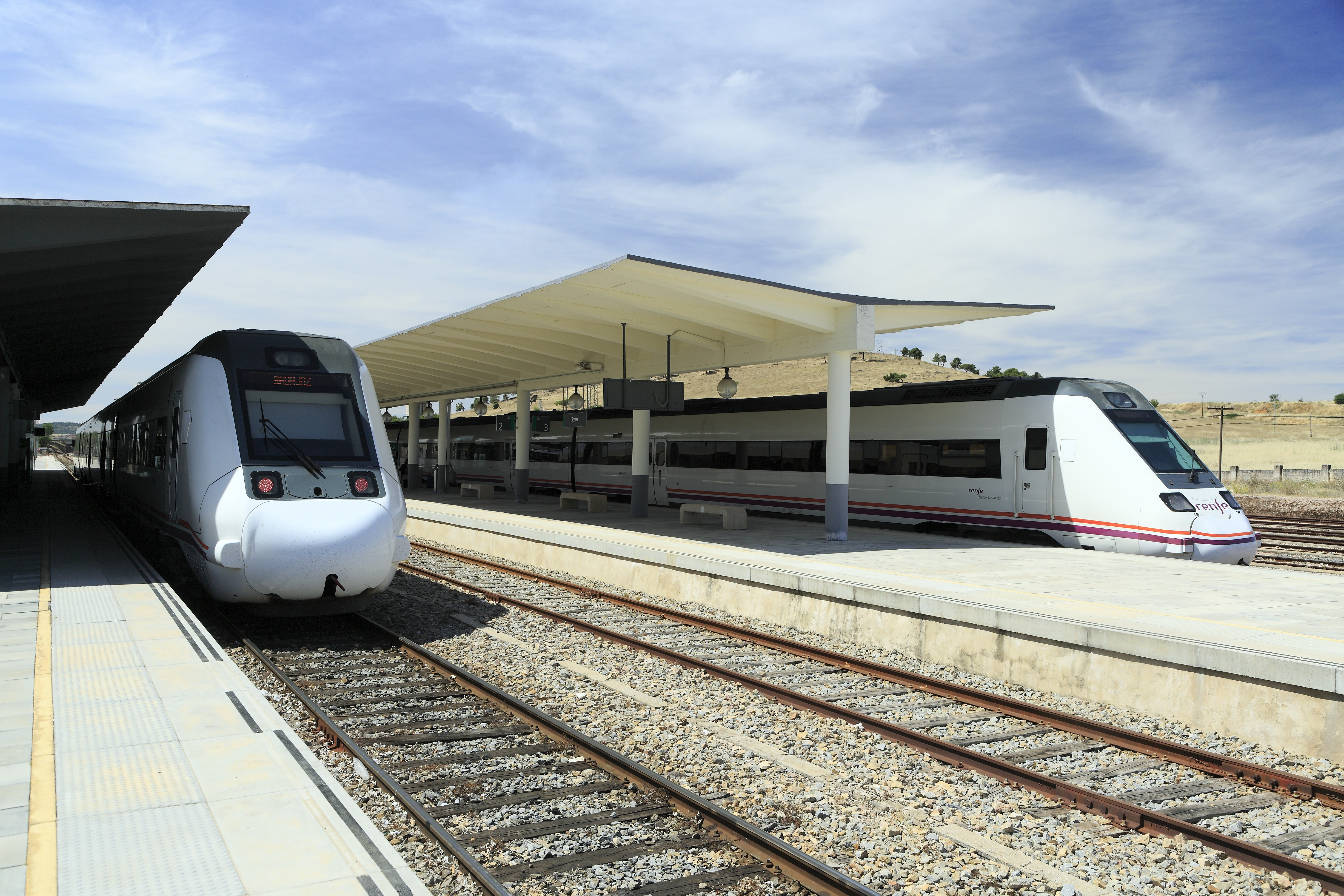
Estación terminal, en Cáceres (Extremadura), en España.

También se planeó aprovechar parte del trazado de la Línea de la Beira Baixa para construir una conexión ferroviaria entre Lisboa y Madrid, pero se decidió, posteriormente, utilizar el Ramal de Cáceres para este fin.
La conexión entre la capital española y Valencia de Alcántara fue oficialmente inaugurada el 8 de octubre de 1881, con la presencia de los reyes Luís I de Portugal y Alfonso XII de España, con la conclusión de las obras en el tramo entre aquella localidad y Cáceres. Dos convoyes especiales, uno portugués y otro español, llevaron a los monarcas y sus comitivas hasta la ciudad de Cáceres, donde la ceremonia de inauguración tuvo lugar. Este evento fue acompañado de festejos, siendo organizados un banquete y una corrida de toros. En este mismo día, entró en servicio la conexión entre Arroyo y Malpartida de Plasencia; la conexión a Madrid solo fue concluida, no obstante, con la apertura del tramo entre Malpartida y La Bazagona, el 20 de octubre del mismo año.
Una vez que esta nueva vinculación era considerablemente más corta, y, por tanto, más rápida, entre Lisboa y Madrid de lo que suponía el paso por la Línea del Este, se comenzaron algunos servicios internacionales de pasajeros, aunque el Ramal de Cáceres no reuniese las mejores condiciones para este tipo de tráfico, debido a su carácter industrial.
En 1885, se decidió que la explotación de la línea sería entregada a la Compañía Real de los Ferrocarriles Portugueses, pero esta empresa tuvo que declinar este derecho, debido a problemas financieros en 1891; la Compañía de Madrid a Cáceres y Portugal se encontraba así mismo en una complicada situación económica y, de forma que se evitase la interrupción de la circulación ferroviaria, los inversores de origen francés integraron, en 1893, esta empresa en la Compañía de Explotación de los Ferrocarriles de Madrid a Cáceres y Portugal, y del Oeste.

### sigloXX
En 1928, la Compañía de Explotación de los Ferrocarriles de Madrid a Cáceres y Portugal, y del Oeste fue nacionalizada por el estado español, y fusionada en la Compañía Nacional de los Ferrocarriles del Oeste de España; esta empresa sería, en 1941, integrada, junto con todas las líneas de ancho ibérico en España, en la Red Nacional de los Ferrocarriles Españoles.
El 23 de mayo de 1971 fue abierta al servicio la variante de Casar de Cáceres, que alteró el trazado de la línea entre Madrid y Lisboa, pasando a transitar por la ciudad de Cáceres; la inauguración oficial se produjo el 22 de junio del mismo año, en una ceremonia en la cual participaron los entonces príncipes Juan Carlos de España y Sofía de Grecia. El principal motivo para la modificación, cuyos costes ascendieron a 120,8 millones de pesetas, fue la necesidad de mejorar las conexiones ferroviarias en Cáceres, que se convirtió así, en un nudo ferroviario, con la línea de Gijón a Sevilla.
El 7 de octubre de 1981, se realizó una ceremonia de conmemoración del centenario de la conexión ferroviaria entre Lisboa y Madrid, en la que participaron los ministros de comunicaciones español y portugués, altos funcionarios de las operadoras Ferrocarriles Portuguesas y de la Red Nacional de Ferrocarriles Españoles, y varias autoridades regionales y locales; en la estación de Valencia de Alcántara, y fue descubierta una placa conmemorativa del centenario. A continuación se hizo un viaje conmemorativo hasta Arroyo de Malpartida, en una composición de los Caminhos de Ferro Portugueses remolcada por una locomotora diésel. En esta estación, la comitiva pasó a un comvoy histórico portugués, formado por la locomotora 23, a vapor, y 4 vagones y un vagón auxiliar, todos construidos en el siglo XIX. En Cáceres, se inauguró una exposición relativa al centenario en el Museo Provincial, dándose la ceremonia por terminada con un almuerzo.
En 1995, tenía una importancia secundaria en la red ferroviaria portuguesa, siendo más utilizada como conexión internacional. En esos momentos, los servicios de pasajeros estaban asegurados por automotores de la CP Serie 0100.
Circularon por esta conexión varios servicios internacionales de pasajeros, como el TER Lisboa Expresso, el Talgo Luís de Camões, y el Lusitânia Expresso.

### sigloXXI
Según datos de la operadora Comboios de Portugal, en 2010, el Ramal de Cáceres registró un total de 4.331 pasajeros, con una media de 16 pasajeros por día, o dicho de otro modo, 4 pasajeros por convoy; siendo el coste medio de billete de aproximadamente 5 euros por pasajero, o 20 euros por composición, mientras que los costes del servicio ascendía a los 761.418 euros por año, correspondiendo a cerca de 522 euros por comboi.
La empresa Comboios de Portugal clausuró, el 1 de febrero de 2011, los convoyes regionales de pasajeros, que operaban en el Ramal de Cáceres, dejando así como única circulación en la línea al Lusitânia Comboi Hotel. No obstante, en el Plan Estratégico de Transportes, documento oficial presentado por el gobierno portugués en octubre, fue anunciada, entre otras medidas, la intención de modificar el recorrido de estos convoyes por la Línea de la Beira Alta para finales del mismo año, para proceder a la total desactivación del Ramal de Cáceres. Y efectivamente, desde el 15 de agosto de 2012, el ramal quedó completamente clausurado y excluido de la red de ferrocarriles de la Refer, una vez desviadas las circulaciones del Lusitania a través de Salamanca y Fuentes de Oñoro, fusionándose así con el Surexpreso entre Medina del Campo y Lisboa.